# Ropice-Zálesí (železniční zastávka)
Ropice-Zálesí (Ropica-Zalesie), dříve Ropice zálesí, je železniční zastávka v km 131,590 na trati Cieszyn – Frýdek-Místek. Leží na území obce Střítež mezi zastávkami Střítež u Českého Těšína a Ropice (Ropica). Zastávkou prochází jedna traťová kolej, u které je vybudováno nástupiště. Na zastávce se nachází přístřešek pro cestující. Vlaky zde jezdí každou hodinu v obou směrech a to i o víkendu.[zdroj?]
Zastávka byla zřízena v roce 1955, tehdy nesla název Ropice-Zálesí. V letech 1962–2016 se zastávka jmenovala Ropice zálesí.
Dne 7. dubna 2009 povolil Drážní úřad zastávce dvojjazyčný název podle žádosti SŽDC z 20. prosince 2007 s tím, že označení má být provedeno nejpozději s uvedením zastávky do provozu po rekonstrukci v rámci optimalizace trati. Současně byl změněn pravopis a typografie názvu zastávky, obecné jméno „zálesí“ uvedené za názvem obce za mezerou bylo nahrazeno vlastním jménem „Zálesí“ uvedeným za spojovníkem.
Od 13. prosince 2015 je název zastávky oficiálně dvojjazyčný, protože v Ropici[zdroj⁠?!] bydlí více než 10 % obyvatel polské národnosti (podle sčítání lidu z roku 2011 má 24,2 % obyvatel polskou národnost). Dvojjazyčné cedule zde byly instalovány v březnu 2016 s nápisy Ropice-Zálesí a Ropica-Zalesie.